# Иванов, Эдвин Николаевич
Э́двин Никола́евич Ивано́в (род. 25 июля 1970) — российский легкоатлет, специалист по бегу на короткие дистанции. Выступал за сборную России по лёгкой атлетике в начале 1990-х годов, победитель и призёр первенств национального значения, действующий рекордсмен России в эстафете 4 × 200 метров, участник летних Олимпийских игр в Барселоне. Представлял Москву.

## Биография
Эдвин Иванов родился 25 июля 1970 года. Сын известного советского легкоатлета Николая Николаевича Иванова.
Впервые заявил о себе в июне 1992 года, когда на соревнованиях Pearl European Relays в Шеффилде установил национальный рекорд России в эстафете 4 × 200 метров — 1:21,63, а позже одержал победу на чемпионате СНГ в Москве в беге на 200 метров. Благодаря череде удачных выступлений вошёл в состав Объединённой команды, собранной из спортсменов бывших советских республик для участия в летних Олимпийских играх в Барселоне — в индивидуальном беге на 200 метров дошёл до стадии четвертьфиналов, тогда как в эстафете 4 × 100 метров вместе с Павлом Галкиным, Андреем Федоривым и Виталием Савиным показал в финале пятый результат. Позже отметился выступлением на Кубке мира в Гаване, где так же занял пятое место в эстафете и финишировал седьмым в дисциплине 200 метров.
После распада Советского Союза Иванов ещё в течение некоторого времени оставался действующим спортсменом и выступал за российскую национальную сборную. Так, в 1993 году на соревнованиях Pearl International Games в Глазго он установил национальный рекорд России в эстафете 4 × 200 метров в помещении — 1:23,04, затем в беге на 200 метров взял бронзу на зимнем чемпионате России в Москве. На летнем чемпионате России в Москве получил бронзовую и серебряную награды на дистанциях 100 и 200 метров соответственно, в составе команды Москвы завоевал золото в эстафете 4 × 100 метров. Помимо этого, в эстафете 4 × 100 метров занял третье место на Кубке Европы в Риме, бежал 200 метров на чемпионате мира в Штутгарте.